# 吉爾菲蘭 (明尼蘇達州)
吉爾菲蘭（英語：Gilfillan）是位於美國明尼蘇達州雷德伍德縣的一個非建制地區。
此地得名自當地地主、後來成為明尼蘇達州立法委員的查爾斯·鄧肯·吉爾菲蘭。

## 地理
吉爾菲蘭所處的海拔為高於海平面317米（即1040英呎），而該地所採用的時區為UTC-6，即北美中部時區（CST）。同時該地設有夏令時間，為UTC-6調快一小時，即UTC-5（CDT）。